# Вледешть (Тігвень, Арджеш)
Вледешть, Вледешті (рум. Vlădești) — село у повіті Арджеш в Румунії. Входить до складу комуни Тігвень.
Село розташоване на відстані 147 км на північний захід від Бухареста, 42 км на північний захід від Пітешть, 108 км на північний схід від Крайови, 100 км на південний захід від Брашова.

## Населення
За даними перепису населення 2002 року у селі проживали 188 осіб, усі — румуни. Усі жителі села рідною мовою назвали румунську.